# Régiment de transmissions français
L'armée française a constitué de façon ancienne des unités spécialisées dans les transmissions.

## Historique
La création d'unités spécialisées dans la gestion des transmissions est apparue de façon ancienne, avec le télégraphe Chappe (guerres de la Révolution).
Cependant, c'est le développement de l'artillerie à longue portée et surtout des moyens de transmission radio qui ont justifié la création de régiments à la fin du XIXe siècle.
Dans les années 1980, les régiments s'équipent avec le système RITA.

## Liste

### Régiments

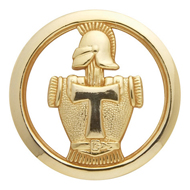
Insigne de béret des transmissions

- 8e régiment de transmissions
- 18e régiment de transmissions
- 28e régiment de transmissions
- 38e régiment de transmissions
- 40e régiment de transmissions
- 41e régiment de transmissions
- 42e régiment de transmissions
- 43e régiment de transmissions
- 44e régiment de transmissions
- 45e régiment de transmissions
- 48e régiment de transmissions
- 50e régiment de transmissions
- 51e régiment de transmissions
- 53e régiment de transmissions
- 54e régiment de transmissions
- 57e régiment de transmissions
- 58e régiment de transmissions
- Régiment de cyberdéfense

Régiments d'instruction :
- 8e régiment d'instruction des transmissions
- 28e régiment d'instruction des transmissions
- 45e régiment d'instruction des transmissions

Régiments de réserve :
- 1er régiment de transmissions de zone de défense
- 2e régiment de transmissions de zone de défense
- 3e régiment de transmissions de zone de défense
- 4e régiment de transmissions de zone de défense
- 5e régiment de transmissions de zone de défense
- 6e régiment de transmissions de zone de défense

### Bataillons
- 2e Bataillon de Transmissions
- 8e Bataillon de Transmissions
- 28e Bataillon de Transmissions.
- 29e bataillon de transmissions
- 40e bataillon de transmissions
- 43e bataillon de transmissions
- 45e Bataillon de Transmissions
- 45e Bataillon de Sapeurs Télégraphistes
- 46e bataillon de transmissions
- 48e Bataillon de Transmissions
- 48e Bataillon de Sapeurs Télégraphistes
- 49e bataillon de transmissions
- 50e bataillon de transmissions
- 52e bataillon de transmissions
- 53e bataillon de transmissions
- 71e bataillon de transmissions
- 708e bataillon de guerre électronique
- 709e bataillon de transmissions
- 818e bataillon d'écoutes et de radiogoniométrie
- 821e Bataillon de Transmissions
- 822e Bataillon de Transmissions

### Groupes

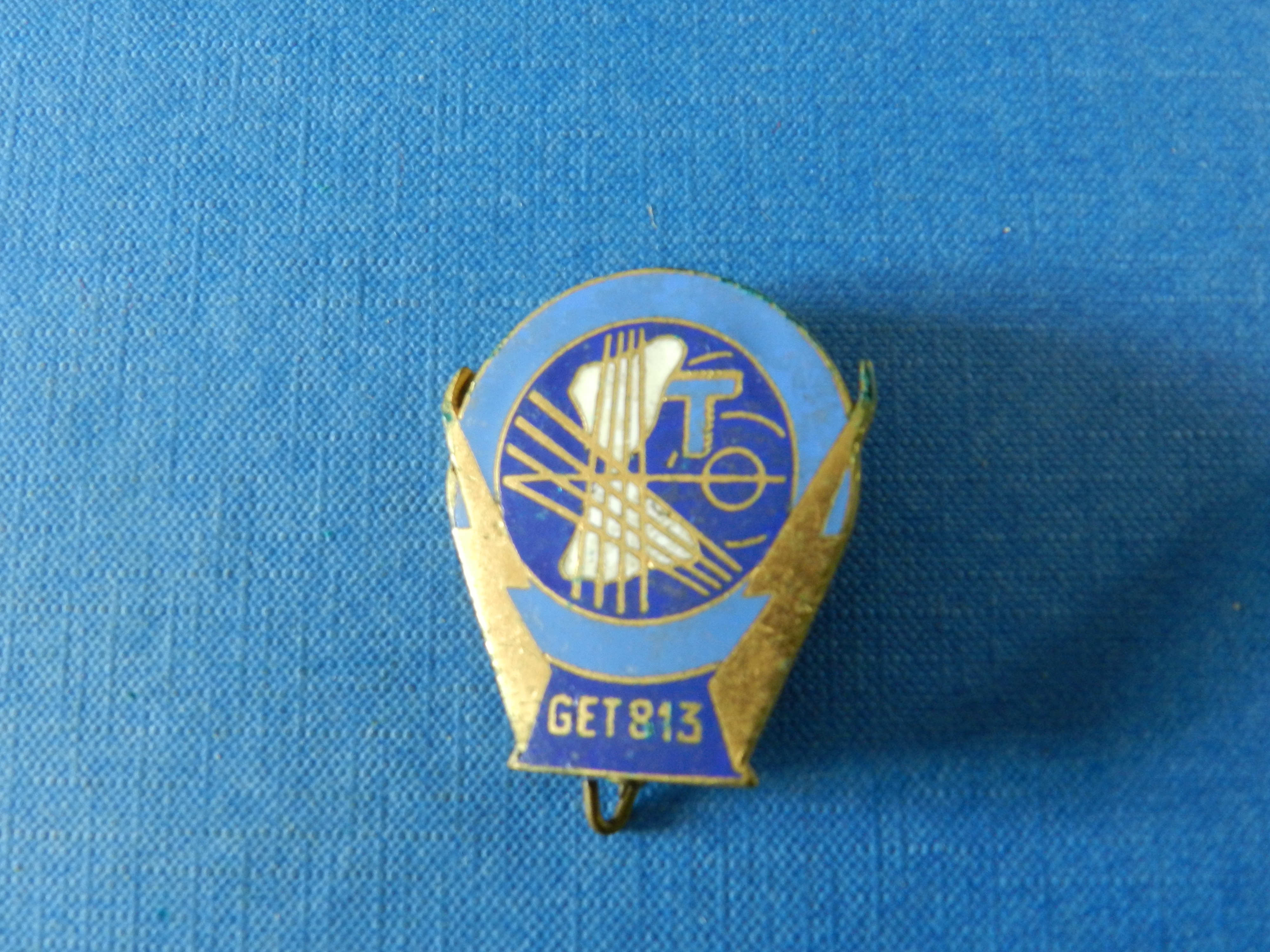
Insigne du 813e GET

- groupe d'exploitation des transmissions n° 800
- groupe d'exploitation des transmissions n° 801
- groupe d'exploitation des transmissions n° 802
- groupe d'exploitation des transmissions n° 803
- groupe d'exploitation des transmissions n° 804
- groupe d'exploitation des transmissions n° 805
- groupe d'exploitation des transmissions n° 806
- groupe d'exploitation des transmissions n° 807
- groupe d'exploitation des transmissions n° 808
- groupe d'exploitation des transmissions n° 813
- 815e groupe d'exploitation de réserve générale
- Groupement de soutien Bicêtre

### Compagnies
- 1e compagnie de commandement et de transmissions
- 2e compagnie de commandement et de transmissions blindée
- 3e compagnie de commandement et de transmissions
- 4e compagnie de commandement et de transmissions d'aérocombat
- 6e compagnie de commandement et de transmissions de marine
- 7e compagnie de commandement et de transmissions blindée
- 9e compagnie de commandement et de transmissions de marine
- 11e compagnie de commandement et de transmissions parachutiste
- 27e compagnie de commandement et de transmissions de montagne
- Compagnie de commandement et de transmissions des forces spéciales
- 53e compagnie mixte de transmissions
- 121e compagnie de transmissions
- 785e compagnie de guerre électronique
- 807e compagnie de transmissions
- 819e compagnie de réserve générale et d'expérimentation
- compagnie autonome d'écoute et de radiogoniométrie
- compagnies T80 et R80
- 2e compagnie de soutien de quartier général et de transmissions du 43e régiment d'infanterie de commandement de corps d'armée